# لوید وارنر
ویلیام لوید وارنر (به انگلیسی: W. Lloyd Warner)؛ (۲۶ اکتبر ۱۸۹۸–۲۳ می ۱۹۷۰) انسان‌شناس و جامعه‌شناسی پیشگام بود. و به خاطر استفاده از تکنیک های کارکردگرایی بریتانیایی برای درک فرهنگ آمریکایی مورد توجه قرار گرفت.

## پس زمینه
ویلیام لوید وارنر در ردلندز، کالیفرنیا در خانواده ویلیام تیلور و کلارا بل کارتر، کشاورزان طبقه متوسط زاده شد. وارنر در دبیرستان سن برناردینو تحصیل کرد و پس از آن در سال 1917 به ارتش پیوست. وی در سال 1918 به سل مبتلا شد و از خدمت معاف شد.
در سال 1918 با بیلی اورفیلد ازدواج کرد ولی این ازدواج فقط مدت کوتاهی دوام آورد.
وارنر در دانشگاه کالیفرنیا، برکلی ثبت نام کرد، جایی که انگلیسی خواند و با حزب سوسیالیست مرتبط شد.
در سال 1921، او به نیویورک منتقل شد تا حرفه بازیگری را دنبال کند. این طرح به خوبی جواب نداد و وارنر برای تکمیل تحصیلات خود به زبان انگلیسی به برکلی بازگشت.
در برکلی، او رابرت اچ. لووی، استاد انسان‌شناسی را ملاقات کرد، که او را تشویق کرد به انسان‌شناسی روی آورد. وارنر مجذوب کار برونیسلاو مالینوفسکی و آلفرد رادکلیف براون، که او را با رویکرد کارکردگرایانه بریتانیا در انسان شناسی اجتماعی آشنا کرد. او همچنین با انسان‌شناسان، آلفرد کروبر و تئودورا کروبر دوست شد. وارنر از برکلی در سال 1925 مدرک لیسانس خود را دریافت کرد.

## شغل در شیکاگو
وارنر در سال 1935 به عنوان استاد انسان شناسی و جامعه‌شناسی در دانشگاه شیکاگو منصوب شد و تا سال 1959 در آنجا ماند، تا اینکه به عنوان استاد پژوهش اجتماعی در دانشگاه ایالتی میشیگان منصوب شد. در طول سال های شیکاگو، تحقیقات وارنر شامل مطالعات مهمی در مورد جوامع سیاه پوست در شیکاگو و مناطق روستایی جنوب، در یک جامعه نیوانگلند (یانکی سیتی / نیوبوریپورت، ماساچوست و یک جامعه غرب میانه (جونزویل) بود. علاوه بر این مطالعات اجتماعی، وارنر درباره تجار و مدیران دولتی پژوهش کرد و همچنین کتاب‌های مهمی در مورد نژاد، مذهب و جامعه آمریکا نوشت.
مطالعه یانکی سیتی وارنر حدود یک دهه طول کشید و ثمره آن پنج جلد کتاب شد:
1. زندگی اجتماعی یک جامعه مدرن (1941)،
2. نظام وضعیت یک جامعه مدرن (1942)،
3. نظام های اجتماعی گروه‌های قومی آمریکایی (1945)،
4. نظام اجتماعی یک کارخانه مدرن (1947)، و
5. زنده‌ها و مردگان: مطالعه‌ای در زندگی نمادین آمریکایی ها (1959).

## انتقادات
با وجود بهره وری چشمگیر و طیف وسیعی از علایق، کار وارنر مدت هاست که از مد افتاده است. انتقاد شدید جامعه‌شناس مارکسیست، الیور کرامول کاکس از چارچوب بندی نژاد توسط وارنر در جنوب ایالات متحده به عنوان کاست، به ناپدید شدن این مفهوم کمک کرد که زمانی مد روز بود. یک تجربه‌گرا در عصری که رشته‌های اجتماعی به طور فزاینده‌ای نظری بودند، شیفته نابرابری اقتصادی و اجتماعی بود. در زمانی که آمریکایی ها مشتاق بودند اهمیت آن را انکار کنند و به طور ضمنی نسبت به امکان قانون گذاری تغییرات اجتماعی شک داشتند و در زمانی که بسیاری از دانشمندان علوم اجتماعی مشتاق بودند که سیاستگذار باشند، تمرکز وارنر روی موضوعات ناراحت کننده، کار او را از مد انداخت. علاقه وارنر به جوامع (زمانی که جریان اصلی علوم اجتماعی بر اهمیت شهرنشینی تاکید می‌کرد) و مذهب (زمانی که رهبران حوزه‌ها به شدت سکولاریسم بودند) نیز به به حاشیه راندن کار او کمک کرد. اخیراًً ارزیابی های مثبت تری از کار او ظاهر شده است.